# Nogometni klub Pomorac 1921
Il Nogometni klub Pomorac, chiamato semplicemente Pomorac, è una squadra di calcio croata con sede a Costrena, ad est di Fiume, che è una città portuale che si affaccia sul mar Adriatico. Costrena è nota per la sua tradizione marittima, ciò si riflette anche nel nome del club: infatti "pomorac" significa "marinaio" in italiano.
Fondato nel 1921, il Pomorac è una delle squadre di calcio più anziane in Croazia. Al momento del fallimento del 2014 giocava nella Druga HNL, la seconda divisione croata. Il Pomorac si è piazzato secondo nel 2009-10 e nel 2011-12 ma non ha potuto essere promosso in Prva HNL poiché non ha ottenuto la licenza.
Nell'ottobre 2014 nasce il Nogometni klub Pomorac 1921, diretto discendente del vecchio Pomorac.

## Storia
La società è nata nel 1921 come Športski Klub Jadran Kostrena e nel 1933 si è affiliata alla federazione. Nel settembre 1946 ha preso il nome attuale.
Dall'indipendenza della Croazia nel 1992, il Pomorac ha giocato nella Treća HNL, la 3ª divisione croata, fino alla stagione 1995-96 quando ha raggiunto la promozione nella Druga HNL. In questa divisione ha giocato dal 1996-97 al 2000-01, quando è stato promosso in Prva HNL, la massima serie croata. È riuscito a rimanerci sono due stagioni: 2001-02 e 2002-03, la prima di queste è stata la più trionfale nella storia del club (7º posto in campionato, semifinale in coppa). Dal 2003 il Pomorac gioca stabilmente nella Druga HNL dove finisce spesso nei primi posti.
La stagione 2014-15 inizia malissimo con la squadra in gravissima crisi finanziaria ed i giocatori non pagati che lasciano la squadra. Ad ottobre 2014, dopo aver fatto giocare la squadra giovanile per un paio di partite (0-11 col Dugopolje, 0-15 col Rudeš), la società si scioglie e cessa l'attività.
Nel novembre 2014 viene fondata una nuova società: il NK Pomorac 1921 di puro settore giovanile. Nell'agosto 2017 viene creata la "prima squadra" che viene iscritta alla 2. ŽNL Primorsko-goranska (2º livello nella regione litoraneo-montana, 6º nazionale).

## Statistiche e record

### Statistiche di squadra

#### Stagioni recenti
| Stagione             | Campionato                                                          | Campionato           | Campionato           | Campionato                                        | Coppa               |
| Stagione             | Categoria                                                           | Liv.                 | Posizione            | Verdetti                                          | Coppa               |
| -------------------- | ------------------------------------------------------------------- | -------------------- | -------------------- | ------------------------------------------------- | ------------------- |
| CAMPIONATI JUGOSLAVI | CAMPIONATI JUGOSLAVI                                                | CAMPIONATI JUGOSLAVI | CAMPIONATI JUGOSLAVI | CAMPIONATI JUGOSLAVI                              | Coppa di Jugoslavia |
| 1984–85              | Hrvatska liga Ovest Archiviato l'8 maggio 2019 in Internet Archive. | III                  | 4º su 14             |                                                   |                     |
| 1985–86              | Hrvatska liga Ovest Archiviato l'8 maggio 2019 in Internet Archive. | III                  | 6º su 14             |                                                   |                     |
| 1986–87              | Hrvatska liga Ovest Archiviato l'8 maggio 2019 in Internet Archive. | III                  | 14º su 14            |                                                   |                     |
| 1987–88              | 2. Hrvatska liga Ovest                                              | IV                   | ???                  |                                                   |                     |
| 1988–89              | Hrvatska liga Ovest Archiviato l'8 maggio 2019 in Internet Archive. | IV                   | 10º su 16            |                                                   |                     |
| 1989–90              | Hrvatska liga Ovest Archiviato l'8 maggio 2019 in Internet Archive. | IV                   | 7º su 16             |                                                   |                     |
| 1990–91              | Hrvatska liga Ovest Archiviato l'8 maggio 2019 in Internet Archive. | IV                   | 8º su 16             | Abbandona il sistema calcistico jugoslavo         |                     |
| CAMPIONATI CROATI    | CAMPIONATI CROATI                                                   | CAMPIONATI CROATI    | CAMPIONATI CROATI    | CAMPIONATI CROATI                                 | Coppa di Croazia    |
| 1992                 | 3. HNL Ovest - girone Rijeka                                        | III                  | 3º su 8              |                                                   |                     |
| 1992–93              | 3. HNL Ovest                                                        | III                  | 3º su 16             |                                                   |                     |
| 1993–94              | 3. HNL Ovest                                                        | III                  | 3º su 17             |                                                   |                     |
| 1994–95              | ???                                                                 |                      |                      |                                                   |                     |
| 1995–96              | 3. HNL Ovest                                                        | IV                   | 1º su 16             | Promosso in 2. HNL                                | 16esimi             |
| 1996–97              | 2. HNL Ovest                                                        | III                  | 2º su 16             |                                                   |                     |
| 1997–98              | 2. HNL Ovest                                                        | II                   | 4º su 16             | Retrocede in 3. HNL per la riforma dei campionati |                     |
| 1998–99              | 3. HNL Ovest                                                        | III                  | 1º su 16             | Promosso in 2. HNL                                |                     |
| 1999–00              | 2. HNL                                                              | II                   | 4º su 18             |                                                   | Preliminare         |
| 2000–01              | 2. HNL                                                              | II                   | 2º su 18             | Promosso in 1. HNL                                |                     |
| 2001–02              | 1. HNL                                                              | I                    | 7º su 16             |                                                   | Semifinali          |
| 2002–03              | 1. HNL                                                              | I                    | 11º su 12            | Retrocede dopo il play-out                        | Quarti              |
| 2003–04              | 2. HNL Sud                                                          | II                   | 2º su 12             |                                                   | 16esimi             |
| 2004–05              | 2. HNL Sud                                                          | II                   | 7º su 12             |                                                   | Ottavi              |
| 2005–06              | 2. HNL Sud                                                          | II                   | 3º su 12             |                                                   | 16esimi             |
| 2006–07              | 2. HNL                                                              | II                   | 8º su 16             |                                                   | 16esimi             |
| 2007–08              | 2. HNL                                                              | II                   | 4º su 16             |                                                   | Ottavi              |
| 2008–09              | 2. HNL                                                              | II                   | 13º su 16            |                                                   | Quarti              |
| 2009–10              | 2. HNL                                                              | II                   | 2º su 14             | Non ottiene la licenza per la 1. HNL              | Quarti              |
| 2010–11              | 2. HNL                                                              | II                   | 3º su 16             | Non ottiene la licenza per la 1. HNL              | Ottavi              |
| 2011–12              | 2. HNL                                                              | II                   | 2º su 15             | Non ottiene la licenza per la 1. HNL              | 16esimi             |
| 2012–13              | 2. HNL                                                              | II                   | 7º su 16             |                                                   | 16esimi             |
| 2013–14              | 2. HNL                                                              | II                   | 7º su 12             |                                                   | 16esimi             |
| 2014–15              | 2. HNL                                                              | II                   |                      | Ritirato per motivi finanziari                    | 16esimi             |
| 2015–16              | ???                                                                 |                      |                      |                                                   |                     |
| 2016–17              | ???                                                                 |                      |                      |                                                   |                     |
| 2017–18              | 2. ŽNL Primorsko-goranska                                           | VI                   | 1º su 12             | Promosso in 1. ŽNL Primorsko-goranska             |                     |
| 2018–19              | 1. ŽNL Primorsko-goranska                                           | V                    |                      |                                                   |                     |

## Palmarès

### Competizioni regionali
- Treća nogometna liga: 1

2020-2021 (girone Ovest)

### Altri piazzamenti
- Coppa di Croazia:

Semifinalista: 2001-2002
- Druga hrvatska nogometna liga:

Secondo posto: 1996-1997 (girone Ovest), 2000-2001, 2009-2010, 2011-2012
Terzo posto: 2010-2011